# OVA
OVA чи OAV (англ. Original Video Animation, (яп. オリジナル・ビデオ・アニメーション) — термін, що використовується в Японії та інших країнах для означення аніме, що одразу ж з'являється у продажу на носіях і не транслювалося телебаченням. Останнє не називається овою навіть після того як починає продаватися на дисках.
На відміну від аніме, призначеного для трансляції по телебаченню і повнометражних аніме-фільмів, що демонструються в кінотеатрах, OVA за тривалістю і кількістю серій були розраховані на відеокасету формату VHS. Зазвичай OVA включає 5—6, рідше більшу кількість, серій, з достатньо високою якістю малюнку й анімації, яка наближається до якості повнометражних аніме. Власне ова це фактично проміжний формат між серіалом і повнометражним аніме, до певної міри його можна вважати аналогом повнометражного фільму, який, однак, не розрахований на показ у кіно. Розмір ови обмежується маркетинговими міркуваннями — на один диск чи колись касету влазить у гарній якості не так вже й багато, а люди малоймовірно, що купуватимуть більше як один диск із незнайомим аніме. Серіали, що показувалися телебаченням, не мають такої проблеми, бо люди їх вже бачили й ухвалили рішення купувати чи ні. Ови ж для покупців є незнайомими й зазвичай не можуть дозволити собі рекламу. Якщо ова успішна, дуже часто до неї малюється продовження, часто через кілька років. Іноді це безпосереднє продовження попередніх серій, тож їх можна переглядати усі разом як серіал. Зразком подібного є наприклад аніме «Тенчі-міо». Також зрідка трапляються багатосерійні серіали випущені в ова форматі. Зазвичай їхня тематика така, що творці розраховують на якусь певну аудиторію любителів. Тут прикладом може стати величезна, понад сто серій «Сага про героїв галактики» намальована за відомими в Японії фантастичними романами.
Поява формату ова стала наслідком бурхливого розвитку японського ринку відеопрогравачів наприкінці 1970-х років, а також дорослішанням першого покоління отаку, багато хто з яких почав заробляти достатньо грошей, щоб дозволити собі купівлю касет і відеомагнітофонів.
Скорочення OAV також застосовується, проте його використання не рекомендується, оскільки воно може розшифровуватися як Only Adult Video — «відео тільки для дорослих», англійський термін для еротичних і порнографічних відеофільмів.